# Mechanitis apicenotata
Mechanitis apicenotata är en fjärilsart som beskrevs av Jose Francisco Zikán 1941. Mechanitis apicenotata ingår i släktet Mechanitis och familjen praktfjärilar. Inga underarter finns listade i Catalogue of Life.